# Пундзюс, Бронюс
Бро́нюс Пу́ндзюс (лит. Bronius Pundzius; 15 сентября 1907, Певенай Мажейкяйского района — 11 апреля 1959, Вильнюс) — литовский скульптор; профессор (1947).

## Биография
В 1926—1929 годах учился в Каунасской художественной школе (скульптуру преподавал Каетонас Склерюс). Был исключён как один из зачинщиков студенческой забастовки. В 1933 году получил государственную стипендию и уехал в Париж. С 1935 года учился в Высшей школе декоративного искусства в Париже, которую окончил в 1938 году. В 1940—1941 годах работал преподавателем в Каунасской художественной школе. В 1945—1951 годах преподавал в Каунасском институте прикладного и декоративного искусства. В 1951—1959 годах преподавал в Вильнюсском художественном институте, в 1951 году преобразованном в Государственный художественный институт Литовской ССР. Заведующий кафедрой скульптуры (1940—1941, 1944—1946); профессор (1947).

## Творчество
С 1930 года произведения Бронюса Пундзюса экспонировались на выставках. В 1937 году его проект занял первое место на конкурсе проектов памятника Дарюсу Стяпонасу и Гиренасу Стасису. Проект был воплощён в жизнь и барельефы лётчиков и слова их завещания литовскому народу были высечены на валуне Пунтукас скульптором уже в годы Великой Отечественной войны, в середине лета 1943 года, за 180 дней — к 10-й годовщине полёта.
Автор монументальных скульптурных композиций, камерных скульптур («Материнство», 1934), скульптурных портретов (бюст Микаса Петраускаса перед зданием Государственного театра в Каунасе, 1932; актрисы А. Жалинкявичайте, 1933; Майрониса в саду перед Военным музеем в Каунаса, 1933; «Победитель Атлантического океана Ф. Вайткус», 1935; Ленина, 1940), рельефов (портреты С. Дарюса и С. Гиренаса на валуне Пунтукас близ Аникщяй, 1943), надгробных памятников (финскому фольклористу Аукусти Роберту Ниеми, занимавшийся собиранием и литовского фольклора, в Хельсинки, 1933; писателю Йонасу Марцинкявичюсу, 1958).
Фигура нагой женщины «У родника» долгое время украшала фойе популярного ковенского кафе Конрада.
Для творчества Бронюса Пундзюса характерны реалистическая трактовка образа и тяготение к монументальности форм.
Наиболее значительные произведения:
- монументальная декоративная скульптура «Три исполина» и гербы Клайпеды, Вильнюса, Каунаса на фасаде Клуба офицеров (Каунас, 1937)
- скульптурная композиция «Штурм» к монументу Победы в Калининграде (1946)
- скульптурная композиция «На страже мира» на мосту имени И. Черняховского в Вильнюсе (Зелёный мост; 1952; в 2015 году снята).

Произведения хранятся в Литовском художественном музее, Национальном художественном музее имени М. К. Чюрлёниса, Военном музее Витовта Великого.